# San Joaquin (Californië)
San Joaquin is een plaats in Fresno County in Californië in de VS.

## Geografie
San Joaquin bevindt zich op 36°36′25″Noord, 120°11′29″West. De totale oppervlakte bedraagt 2,6 km² (1,0 mijl²), wat allemaal land is.

### Plaatsen in de nabije omgeving
De onderstaande figuur toont nabijgelegen plaatsen in een straal van 32 km rond San Joaquin.

## Demografie
Volgens de census van 2000 bedroeg de bevolkingsdichtheid 1275,3/km² (3302,4/mijl²) en bedroeg het totale bevolkingsaantal 3270 als volgt onderverdeeld naar etniciteit:
- 35,44% blanken
- 0,21% zwarten of Afrikaanse Amerikanen
- 1,56% inheemse Amerikanen
- 3,61% Aziaten
- 53,73% andere
- 5,44% twee of meer rassen
- 91,99% Spaans of Latino

Er waren 702 gezinnen en 636 families in San Joaquin. De gemiddelde gezinsgrootte bedroeg 4,66.

## Geboren
- Darren McGavin (7 mei 1922 – 25 februari 2006, Los Angeles), acteur